# Bezirk Deutsch Gabel
Der Bezirk Deutsch Gabel (tschechisch: Okresní hejtmanství Německé Jablonné, politický okres Německé Jablonné) (bis 1901 Gabel) war ein Politischer Bezirk im Königreich Böhmen. Der Bezirk umfasste Gebiete in Nordböhmen im Liberecký kraj (Okres Česká Lípa). Sitz der Bezirkshauptmannschaft war die Stadt Deutsch Gabel (Německé Jablonné). Das Gebiet gehörte seit 1918 zur neu gegründeten Tschechoslowakei und ist seit 1993 Teil Tschechiens.

## Geschichte
Die modernen, politischen Bezirke der Habsburgermonarchie wurden 1868 im Zuge der Trennung der politischen von der judikativen Verwaltung geschaffen.
Der Bezirk Deutsch Gabel wurde 1868 aus den Gerichtsbezirken Deutsch Gabel (tschechisch: soudní okres Německé Jablonné) und Zwickau (Cvikov) gebildet.
Im Bezirk Deutsch Gabel lebten 1869 35.779 Personen, wobei der Bezirk ein Gebiet von 4,5 Quadratmeilen und 28 Gemeinden umfasste.
1900 beherbergte der Bezirk 32.649 Menschen, die auf einer Fläche von 261,09 km² bzw. in 30 Gemeinden lebten.
Der Bezirk Deutsch Gabel umfasste 1910 eine Fläche von 261,07 km² und eine Bevölkerung von 31.503 Personen. Von den Einwohnern hatte 1910 30.927 Deutsch und 322 Tschechisch als Umgangssprache angegeben. Weiters lebten im Bezirk 254 Anderssprachige oder Staatsfremde. Zum Bezirk gehörten zwei Gerichtsbezirke mit insgesamt 31 Gemeinden bzw. 31 Katastralgemeinden.